# La Castagne 2 : Les Briseurs de glace
Cet article possède un paronyme, voir La Castagne.
Série
La Castagne
(1977) La Castagne 3 : Y a-t-il un joueur pour sauver la junior league ?
(2008)
Pour plus de détails, voir Fiche technique et Distribution.
La Castagne 2 : Les Briseurs de glace – ou Lancer frappé 2 au Québec – (Slap Shot 2: Breaking the Ice) est une comédie américaine de Stephen Boyum, sortie directement en vidéo en 2002 et faisant suite au film La Castagne de George Roy Hill (1977).
Un troisième film, La Castagne 3 : Y a-t-il un joueur pour sauver la junior league ? (Slap Shot 3: The Junior League), est sorti en 2008 également en vidéo.

## Synopsis
L'équipe des Chiefs de Charlestown, toujours accompagnée des frères Hanson — désormais largement quadragénaires mais encore plus demeurés et psychopathes qu'en 1977 —, va très mal. Bons derniers du championnat — 10 victoires en deux ans —, l'équipe franchit un palier dans la honte lors d'un match contre les Dawgs d'Albany : non seulement la défaite, mais un « exploit » supplémentaire des frères Hanson, qui passent à tabac... la mascotte de l'équipe rivale. L'équipe des Chiefs est entraînée par Sean Linden, ancien junior brillant dont la carrière s'est brisée dès la troisième saison pour cause d'alcool et de paris illégaux. Dans ses rangs, deux joueurs tchèques de second rang — Janecek et Dvotcha —, des joueurs de troisième zone et un seul joueur valable, le jeune Gordie Miller. Mais ce bon joueur est « grillé » : il a frappé un arbitre et personne ne veut de lui en Ligue nationale...
Les Chiefs sont rachetés par un milliardaire américain, afin de faire participer l'équipe à un show télévisé, présentant des matchs de hockey sur glace sans violence, comme faire-valoir des Ice Breakers d'Omaha.

## Fiche technique
- Titre original : Slap Shot 2: Breaking the Ice
- Titre français : La Castagne 2 : Les Briseurs de glace
- Titre québécois : Lancer frappé 2
- Réalisation : Stephen Boyum
- Scénario : Broderick Miller
- Photographie : Joel Ransom
- Production : Ron French
- Langue originale : anglais
- Genre : comédie, sport
- Durée : 96 minutes
- Date de sortie : 2002

## Distribution
- Stephen Baldwin : Sean Linden (capitaine des Chiefs de Charlestown)
- Gary Busey : Richmond Claremont (homme d'affaires prétentieux)
- Jessica Steen : Jessie Dage (entraîneuse des Chiefs de Charlestown)
- David Lewis : Rick Cooper (avocat et assistant de Claremont)
- Steve Carlson : Steve Hanson (attaquant des Chiefs de Charlestown)
- David Hanson : Jack Hanson (attaquant des Chiefs de Charlestown)
- Jeff Carlson : Jeff Hanson (attaquant des Chiefs de Charlestown)
- David Paetkau : Gordie Miller (défenseur des Chiefs de Charlestown)
- Jonathan Scarfe : Skipper Tesch (joueur-vedette des Ice Breakers)
- David Hemmings : Martin Fox
- Callum Keith Rennie (VQ : Jean-Pierre Bergeron) : Palmberg (défenseur des Chiefs de Charlestown)
- Jody Racicot : Gasmer (gardien de but québécois des Chiefs de Charlestown)

## Autour du film
- Tout comme le premier film de la série, celui-ci a bénéficié d'un doublage en joual[1].